# Róbert Wittinger
Róbert Wittinger (* 10. April 1945 in Knittelfeld, Österreich) ist ein freischaffender Komponist ungarischer Abstammung. Er lebt in Bensheim an der Bergstraße.

## Leben
Wittinger wuchs als Sohn ungarischer Eltern in Budapest auf und erhielt auf Initiative seiner Mutter, die Opernsängerin war, ab seinem fünften Lebensjahr Klavierunterricht. Ab seinem sechzehnten Lebensjahr nahm Wittinger Kompositionsunterricht, zunächst bei Rezső Sugár und József Soproni, später studierte er bei Zsolt Durkó und Rudolf Maros. Mit 18 Jahren vollendete Wittinger die erste Fassung seiner ersten Symphonie (op. 1). Mit einem DAAD-Stipendium und auf Vorschlag von György Ligeti nahm Wittinger 1965 an den Darmstädter Ferienkursen für Neue Musik teil und übersiedelte in diesem Zusammenhang in die Bundesrepublik Deutschland. Wittinger hat seit Mitte der 1960er-Jahre kontinuierlich Kompositionsaufträge, z. B. vom Südwestfunk für die Donaueschinger Musiktagen, erhalten und seine Werke wurden unter anderem von Michael Gielen, Ernest Bour, Bruno Maderna, Péter Eötvös und Michael Halász uraufgeführt.
Die bisherigen Werke Róbert Wittingers wurden bei den Verlagen Breitkopf & Härtel in Wiesbaden, bei Antes Edition in Bühl/Baden, bei Rob. Forberg Musikverlag in München und bei G. Ricordi & Co in München verlegt.

## Werke (Auswahl)
- Sinfonia no. 1 op. 1 (1962/63: Widmung an Arthur Honegger; rev. 1976: Widmung an György Ligeti)
- 1. Quartetto per archi op. 3 (1964)
- Espressioni op. 2 (1964–1966)
- Concentrazioni für Bläserquartett op. 7 (1965)
- Concentrazione für Orchester op. 6 (1966)
- Costruzioni für Streichquartett op. 8 (1966)
- Compensazioni für kleines Orchester op. 9 (1967)
- Irreversibilitazione für Violoncello und Orchester op. 10 (1967)
- Om für Orchester op. 12 (1968)
- Divergenti für Orchester op. 13 (1969)
- Tendenze für Violoncello, Klavier und Schlagzeug op. 14 (1970)
- Costellazioni für Cimbalom, Kammerorchester und großes Orchester op. 22 (1971)
- Montaggio für Kammerorchester op. 21 (1972)
- Relazioni für sieben Solisten und Orchester op. 23 (1972)
- Concerto für Oboe, Harfe und Streichorchester op. 24 (1972)
- Polemica für Violoncello und Klavier op. 29 (1974)
- Sinfonia no. 2 für großes Orchester und Frauenchor op. 35 (1978–1980)
- Concerto für zwei Klaviere und Orchester op. 36 (1981)
- Sinfonia funebre (no. 3) für Orchester op. 37 (1982/83)
- Concerto grosso no. 1 für Orchester op. 38 (1982/83)
- Dialoghi e scherzino für zwei Klaviere op. 41 (1986); für zwei Klaviere und zwei Schlagzeuge op. 41a (1986)
- Maldoror-Requiem für Sprecher, gemischten Chor und Orchester op. 42 (1985/86)
- Maldoror, Spettacolo in quatro atti e 13 immagini für vier Solisten, Sprecher, gemischten Chor, Ballett, Kammerorchester und großes Orchester op. 47 (1978–1988)
- Sinfonia no. 4 für Orchester op. 48 (1992); für großes Orchester (1993)
- Concerto grosso no. 2 für Kammerensemble op. 49 (1993)
- Sinfonia no. 5 für großes Orchester op. 54 (1994/95)
- Sinfonia no. 6 für großes Orchester op. 55 (1996)
- Trio per archi op. 57 (1996)
- Concerto für Streichtrio und Orchester op. 58 (1997)
- Concertino für Klavier, Streichorchester und Schlagzeug op. 61 (1999)
- Venerazione für großes Orchester op. 64 (2003)
- Messaggio für großes Orchester op. 66 (2006)
- Sinfonia no. 7 für großes Orchester und gemischten Chor op. 65
- 5. Quartetto per archi op. 67 (2010)
- Sinfonia no. 8 für Kammerorchester op. 68 (2012/13)

## Preis und Auszeichnungen
- 1967: Preis des Südwestfunks Baden-Baden für op.  1 bis op.  10
- 1968: Kompositionspreis der Stadt Stuttgart
- 1970: Preis des Bartók-Kompositionswettbewerbs Budapest
- 1972/73: Stipendium der Villa Massimo in Rom
- 1988: Cornelius-Plakette der Stadt Mainz
- 1989: Staatspreis des Landes Rheinland-Pfalz